# Karim Belhocine
Karim Belhocine (Vénissieux, 2 april 1978) is een Frans-Algerijnse voetbalcoach en oud-voetballer.

## Spelerscarrière
Karim Belhocine werd opgeleid in de voetbalschool van Olympique Lyon (Étoile Sportive de la Trinité) en verbleef een jaar bij de Portugese tweedeklasser SC Espinho. Na een passage bij een paar Franse clubs (Trésillac FC en US Forbach) kwam hij in 2005 bij Excelsior Virton terecht. In het seizoen 2007/08 was hij de aanvoerder van die ploeg. In mei 2008 tekende hij een contract voor twee seizoenen bij KV Kortrijk, waar hij na drie seizoenen werd weggeplukt door Standard Luik. Hij maakte zijn debuut voor de Luikenaars in de verloren Belgische Supercup (1-0) tegen KRC Genk door in te vallen in de 39ste minuut voor Daniel Opare.
In de zomer van 2012 werd hij overgenomen door neo-eersteklasser Waasland-Beveren, waar hij een gevestigde waarde werd in het centrum van de verdediging. Op 8 december 2012 nam hij op het veld van KAA Gent de aanvoerdersband over van Kristof Lardenoit. Na twee seizoenen versierde de 36-jarige Belhocine een transfer naar KAA Gent, waar hij nog één seizoen speelde. Daarna stopte hij als profvoetballer.

## Trainerscarrière
Na zijn afscheid als profvoetballer werd Belhocine assistent-trainer van Johan Walem bij KV Kortrijk. Toen Walem in februari 2016 ontslagen werd, nam Belhocine zijn taken als hoofdcoach over. Nog hetzelfde seizoen werd Belhocine er door Patrick De Wilde opgevolgd omdat hij niet over het juiste trainersdiploma beschikte om in Eerste klasse te coachen. Belhocine werd in dezelfde beweging technisch directeur van KV Kortrijk. Officieel althans, want De Wilde fungeerde eerder als stroman terwijl Belhocine in de praktijk trainer bleef. In de zomer van 2016 nam Bart Van Lancker de functie van De Wilde over. Pas nadat hij in maart 2017 aan zijn Pro License-opleiding begon, mocht Belhocine officieel trainer van KV Kortrijk worden. Na een tiende plaats in het seizoen 2016/17 werd Belhocine in de zomer van 2017 evenwel aan de kant geschoven als trainer. De Algerijnse Fransman werd voortaan sportief directeur bij Kortrijk.
In oktober 2017 ging Belhocine aan de slag bij RSC Anderlecht, waar hij de assistent werd van Hein Vanhaezebrouck. Vanhaezebrouck en Belhocine hadden eerder samengewerkt bij KV Kortrijk en AA Gent. Toen Vanhaezebrouck in december 2018 ontslagen werd, nam Belhocine even over als interim-trainer (een 3-1-nederlaag tegen Royal Excel Moeskroen en een 3-0-overwinning tegen Waasland-Beveren). Ook na het ontslag van Fred Rutten in april 2019 deed hij het seizoen uit als interim-trainer. Toen Vincent Kompany even later zijn eigen staff meenam naar Anderlecht, stopte de samenwerking tussen Belhocine en de recordkampioen. 
Op 21 juni 2019 werd hij de nieuwe hoofdtrainer van Sporting Charleroi, waar hij de opvolger werd van Felice Mazzu. In zijn eerste seizoen bij Charleroi stond de club op de derde plaats toen de competitie werd stilgelegd vanwege de coronacrisis. De derde plaats was het beste resultaat van de club sinds de tweede plaats in het seizoen 1968/69.
Charleroi leek die lijn aanvankelijk door te trekken, want in het begin van het seizoen 2020/21 behaalde de club 18 op 18 in de reguliere competitie. Na de Europese uitschakeling tegen Lech Poznań ging het echter sportief bergaf met de club: zo gleed de club langzaam maar zeker uit de topvier en werden uiteindelijk zelfs de Europe play-offs niet behaald. De club eindigde dat seizoen op de dertiende plaats. Na afloop van de reguliere competitie besloot Charleroi om het aflopende contract van Belhocine niet te verlengen.
Begin oktober 2021 werd Belhocine hoofdtrainer bij KV Kortrijk ter vervanging van de naar Standard Luik vertrokken Luka Elsner.

## Trivia
- Belhocine lijdt aan vliegangst, daardoor heeft hij samen met assistent-trainer Yves Vanderhaeghe 1800 km met de auto moeten afleggen om naar de stageplaats (Alicante) van zijn club (toen speelde hij nog bij KV Kortrijk) te rijden.[7]

## Statistieken
| Seizoen         | Club             | Land            | Competitie         | Competitie | Competitie | Beker | Beker | Internationaal | Internationaal | Totaal | Totaal |
| Seizoen         | Club             | Land            | Competitie         | Wed.       | Dlp.       | Wed.  | Dlp.  | Wed.           | Dlp.           | Wed.   | Dlp.   |
| --------------- | ---------------- | --------------- | ------------------ | ---------- | ---------- | ----- | ----- | -------------- | -------------- | ------ | ------ |
| 2005/06         | RE Virton        | Vlag van België | Tweede klasse      | 27         | 1          | 0     | 0     | 0              | 0              | 27     | 1      |
| 2006/07         | RE Virton        | Vlag van België | Tweede klasse      | 31         | 5          | 0     | 0     | 0              | 0              | 31     | 5      |
| 2007/08         | RE Virton        | Vlag van België | Tweede klasse      | 32         | 6          | 0     | 0     | 0              | 0              | 32     | 6      |
| 2008/09         | KV Kortrijk      | Vlag van België | Jupiler Pro League | 28         | 1          | 3     | 0     | 0              | 0              | 31     | 1      |
| 2009/10         | KV Kortrijk      | Vlag van België | Jupiler Pro League | 30         | 2          | 3     | 0     | 0              | 0              | 33     | 2      |
| 2010/11         | KV Kortrijk      | Vlag van België | Jupiler Pro League | 35         | 1          | 2     | 1     | 0              | 0              | 37     | 2      |
| 2011/12         | Standard Luik    | Vlag van België | Jupiler Pro League | 14         | 0          | 3     | 0     | 5              | 0              | 22     | 0      |
| 2012/13         | Waasland-Beveren | Vlag van België | Jupiler Pro League | 30         | 0          | 1     | 0     | 0              | 0              | 31     | 0      |
| 2013/14         | Waasland-Beveren | Vlag van België | Jupiler Pro League | 21         | 1          | 0     | 0     | 0              | 0              | 21     | 1      |
| 2014/15         | KAA Gent         | Vlag van België | Jupiler Pro League | 7          | 0          | 0     | 0     | 0              | 0              | 7      | 0      |
| Carrière totaal | Carrière totaal  | Carrière totaal | Carrière totaal    | 255        | 17         | 12    | 1     | 5              | 0              | 272    | 18     |